# Atacurile cu rachete asupra Asmarei
Atacurile cu rachete asupra Asmarei au constat într-o serie de bombardamente efecutate asupra capitalei eritreene Asmara de către Frontul de Eliberare al Poporului Tigrin (FEPT), o organizație rebelă și separatistă din Etiopia.